# Suore carmelitane di San Giuseppe (Saint-Martin-Belle-Roche)
Le Suore Carmelitane di San Giuseppe (in francese Sœurs du Carmel Saint-Joseph) sono un istituto religioso femminile di diritto pontificio: le suore di questa congregazione pospongono al loro nome la sigla C.S.J.

## Storia
Le origini dell'istituto risalgono a una comunità di tre terziarie carmelitane di Autun che prestavano servizio presso la parrocchia di Saint-Martin-Belle-Roche: nel 1872 si unì al gruppo Léontine Jarre, in religione Margherita Maria del Sacro Cuore, che assunse la guida della comunità. Il vescovo di Autun, Adolphe-Louis-Albert Perraud, approvò la nuova famiglia religiosa e i suoi statuti e nominò la Jarre priora dell'istituto.
Le Carmelitane di San Giuseppe conobbero un notevole sviluppo sotto il governo di Matilde della Croce, priora dal 1901 al 1942, che aprì filiali e missioni in Europa, Medio Oriente, Africa e Canada.
La congregazione, aggregata all'Ordine dei Carmelitani Scalzi dal 29 ottobre 1908, ricevette il pontificio decreto di lode il 17 maggio 1908 e le sue costituzioni furono approvate definitivamente dalla Santa Sede il 16 giugno 1936.

## Attività e diffusione
Le suore uniscono alla vita contemplativa le opere di apostolato attivo.
Sono presenti in Europa (Belgio, Francia, Svizzera), Asia (Israele, Libano, Siria, Vietnam) e in Africa (Repubblica Democratica del Congo, Egitto, Madagascar); la sede generalizia è a Saint-Martin-Belle-Roche.
Alla fine del 2008 la congregazione contava 217 religiose in 27 case.